# Wereldkampioenschappen veldrijden 2020
De wereldkampioenschappen veldrijden 2020 werden gehouden op 1 en 2 februari in Dübendorf in Zwitserland. Mathieu van der Poel verlengde zijn titel bij de mannen en de Nederlandse favoriete Ceylin del Carmen Alvarado won haar eerste titel bij de vrouwen.
Voor het eerst stonden de junioren meisjes op het programma van een wereldkampioenschap.

## Programma
Alle tijden zijn lokaal (UTC+1).
| Datum                    | Tijd  | Categorie        |
| ------------------------ | ----- | ---------------- |
| Zaterdag 1 februari 2020 | 11:00 | Meisjes junioren |
| Zaterdag 1 februari 2020 | 13:00 | Mannen beloften  |
| Zaterdag 1 februari 2020 | 15:00 | Vrouwen elite    |
| Zondag 2 februari 2020   | 11:00 | Jongens junioren |
| Zondag 2 februari 2020   | 13:00 | Vrouwen beloften |
| Zondag 2 februari 2020   | 14:30 | Mannen elite     |

## Medailleoverzicht
| Categorie        | Goud                       | Goud     | Zilver          | Zilver  | Brons            | Brons   |
| ---------------- | -------------------------- | -------- | --------------- | ------- | ---------------- | ------- |
| Mannen           |                            |          |                 |         |                  |         |
| Mannen elite     | Mathieu van der Poel       | 1u08'52" | Tom Pidcock     | + 1'20" | Toon Aerts       | + 1'45" |
| Mannen beloften  | Ryan Kamp                  | 47'53"   | Kevin Kuhn      | + 36"   | Mees Hendrikx    | + 52"   |
| Jongens junioren | Thibau Nys                 | 38'50"   | Lennert Belmans | + 31"   | Emiel Verstrynge | + 38"   |
| Vrouwen          |                            |          |                 |         |                  |         |
| Vrouwen elite    | Ceylin del Carmen Alvarado | 45'20"   | Annemarie Worst | + 1"    | Lucinda Brand    | + 10"   |
| Vrouwen beloften | Marion Norbert-Riberolle   | 48'31"   | Kata Blanka Vas | + 27"   | Anna Kay         | + 40"   |
| Meisjes junioren | Shirin van Anrooij         | 38'34"   | Puck Pieterse   | + 53"   | Madigan Munro    | + 1'18" |

## Uitslagen

### Mannen, elite
| Plaats        | Renner                 | Land                | Tijd     |
| ------------- | ---------------------- | ------------------- | -------- |
| Regenboogtrui | Mathieu van der Poel   | Nederland           | 1u08'52" |
| Zilver        | Tom Pidcock            | Verenigd Koninkrijk | + 1'20"  |
| Brons         | Toon Aerts             | België              | + 1'45"  |
| 4.            | Wout van Aert          | België              | + 2'04"  |
| 5.            | Laurens Sweeck         | België              | + 2'32"  |
| 6.            | Michael Vanthourenhout | België              | + 3'12"  |
| 7.            | Corné van Kessel       | Nederland           | + 3'52"  |
| 8.            | Tim Merlier            | België              | + 4'32"  |
| 9.            | Quinten Hermans        | België              | + 4'48"  |
| 10.           | Eli Iserbyt            | België              | + 5'11"  |

### Mannen, beloften
| Plaats        | Renner              | Land                | Tijd    |
| ------------- | ------------------- | ------------------- | ------- |
| Regenboogtrui | Ryan Kamp           | Nederland           | 47'53"  |
| Zilver        | Kevin Kuhn          | Zwitserland         | + 0'36" |
| Brons         | Mees Hendrikx       | Nederland           | + 0'52" |
| 4.            | Antoine Benoist     | Frankrijk           | + 1'16" |
| 5.            | Pim Ronhaar         | Nederland           | + 1'19" |
| 6.            | Ivan Feijoo Alberte | Spanje              | + 1'32" |
| 7.            | Niels Vandeputte    | België              | + 1'36" |
| 8.            | Cameron Mason       | Verenigd Koninkrijk | + 1'44" |
| 9.            | Jelle Camps         | België              | + 2'15" |
| 10.           | Yentl Bekaert       | België              | + 2'36" |

### Jongens, junioren
| Plaats        | Renner                  | Land                | Tijd    |
| ------------- | ----------------------- | ------------------- | ------- |
| Regenboogtrui | Thibau Nys              | België              | 38'50"  |
| Zilver        | Lennert Belmans         | België              | + 0'31" |
| Brons         | Emiel Verstrynge        | België              | + 0'38" |
| 4.            | Dario Lillo             | Zwitserland         | + 0'54" |
| 5.            | Tibor del Grosso        | Nederland           | + 1'08" |
| 6.            | Marco Brenner           | Duitsland           | + 1'13" |
| 7.            | Jente Michels           | België              | + 1'29" |
| 8.            | Florian Richard Andrade | Frankrijk           | + 1'34" |
| 9.            | Rory McGuire            | Verenigd Koninkrijk | + 1'37" |
| 10.           | Andrew Strohmeyer       | Verenigde Staten    | + 1'39" |

### Vrouwen, elite
| Plaats        | Renster                    | Land                | Tijd    |
| ------------- | -------------------------- | ------------------- | ------- |
| Regenboogtrui | Ceylin del Carmen Alvarado | Nederland           | 45'20"  |
| Zilver        | Annemarie Worst            | Nederland           | + 0'01" |
| Brons         | Lucinda Brand              | Nederland           | + 0'10" |
| 4.            | Katherine Compton          | Verenigde Staten    | + 1'00" |
| 5.            | Yara Kastelijn             | Nederland           | + 1'26" |
| 6.            | Evie Richards              | Verenigd Koninkrijk | + 1'44" |
| 7.            | Eva Lechner                | Italië              | + 2'25" |
| 8.            | Ellen Van Loy              | België              | + 2'46" |
| 9.            | Laura Verdonschot          | België              | + 2'52" |
| 10.           | Marlène Petit              | Frankrijk           | + 3'06" |

### Vrouwen, beloften
| Plaats        | Renster                  | Land                | Tijd    |
| ------------- | ------------------------ | ------------------- | ------- |
| Regenboogtrui | Marion Norbert-Riberolle | Frankrijk           | 48'31"  |
| Zilver        | Kata Blanka Vas          | Hongarije           | + 0'27" |
| Brons         | Anna Kay                 | Verenigd Koninkrijk | + 0'40" |
| 4.            | Katie Clouse             | Verenigde Staten    | + 1'29" |
| 5.            | Manon Bakker             | Nederland           | + 1'34" |
| 6.            | Inge van der Heijden     | Nederland           | + 1'53" |
| 7.            | Francesca Baroni         | Italië              | + 2'06" |
| 8.            | Sara Casasola            | Italië              | + 2'29" |
| 9.            | Ruby West                | Canada              | + 2'43" |
| 10.           | Noemi Ruegg              | Zwitserland         | + 3'23" |

### Meisjes, junioren
| Plaats        | Renster            | Land                | Tijd    |
| ------------- | ------------------ | ------------------- | ------- |
| Regenboogtrui | Shirin van Anrooij | Nederland           | 38'34"  |
| Zilver        | Puck Pieterse      | Nederland           | + 0'53" |
| Brons         | Madigan Munro      | Verenigde Staten    | + 1'18" |
| 4.            | Millie Couzens     | Verenigd Koninkrijk | + 1'43" |
| 5.            | Fem van Empel      | Nederland           | + 2'12" |
| 6.            | Line Burquier      | Frankrijk           | z.t.    |
| 7.            | Josie Nelson       | Verenigd Koninkrijk | + 2'32" |
| 8.            | Lizzy Gunsalus     | Verenigde Staten    | + 2'47" |
| 9.            | Marie Schreiber    | Luxemburg           | + 3'01" |
| 10.           | Julie De Wilde     | België              | + 3'20" |

## Medaillespiegel
| Plaats | Land                | Goud | Zilver | Brons | Totaal |
| 1      | Nederland           | 4    | 2      | 2     | 8      |
| 2      | België              | 1    | 1      | 2     | 4      |
| 3      | Frankrijk           | 1    | 0      | 0     | 1      |
| 4      | Verenigd Koninkrijk | 0    | 1      | 1     | 2      |
| 5      | Hongarije           | 0    | 1      | 0     | 1      |
| 5      | Zwitserland         | 0    | 1      | 0     | 1      |
| 7      | Verenigde Staten    | 0    | 0      | 1     | 1      |
| Totaal | Totaal              | 6    | 6      | 6     | 18     |

## Prijzengeld
In onderstaande tabel vindt u de verdeling van het prijzengeld per categorie:
| Pos.   | Mannen/vrouwen | Mannen/vrouwen | Mannen/vrouwen |
| Pos.   | Elite          | Beloften       | Junioren       |
| ------ | -------------- | -------------- | -------------- |
| 1.     | € 5.000        | € 2.500        | € 1.250        |
| 2.     | € 3.000        | € 1.500        | € 750          |
| 3.     | € 2.000        | € 1.000        | € 500          |
| Totaal | € 10.000       | € 5.000        | € 2.500        |

## Organisatie
Het evenement trok 11.000 unieke bezoekers en 18.300 bezoeken over 2 dagen.

### Tv-uitzending en media
Het WK werd uitgezonden in 111 landen, in 2019 waren dat nog 76 landen.
1950 · 
1951 · 
1952 · 
1953 · 
1954 · 
1955 · 
1956 · 
1957 · 
1958 · 
1959 · 
1960 · 
1961 · 
1962 · 
1963 · 
1964 · 
1965 · 
1966 · 
1967 · 
1968 · 
1969 · 
1970 · 
1971 · 
1972 · 
1973 · 
1974 · 
1975 · 
1976 · 
1977 · 
1978 · 
1979 · 
1980 · 
1981 · 
1982 · 
1983 · 
1984 · 
1985 · 
1986 · 
1987 · 
1988 · 
1989 · 
1990 · 
1991 · 
1992 · 
1993 · 
1994 · 
1995 · 
1996 · 
1997 · 
1998 · 
1999 · 
2000 · 
2001 · 
2002 · 
2003 · 
2004 · 
2005 · 
2006 · 
2007 · 
2008 · 
2009 · 
2010 · 
2011 · 
2012 · 
2013 · 
2014 · 
2015 · 
2016 · 
2017 · 
2018 · 
2019 ·
2020 ·
2021 ·
2022 ·
2023 ·
2024 ·
2025

Categorieën

Mannen elite · 
vrouwen elite · 
mannen beloften · 
vrouwen beloften · 
jongens junioren · 
meisjes junioren · 
gemengde estafette

Voormalig:
mannen amateurs
Kampioenschappen:  Wereldkampioenschappen ·
 Europese kampioenschappen ·
 Belgische kampioenschappen ·
 Nederlandse kampioenschappen
Klassementen:  Wereldbeker ·
 Superprestige ·
 DVV Verzekeringen/IJsboerke Trofee ·
 EKZ CrossTour ·
 TOI TOI Cup ·
 Coupe de France ·
 Copa de España ·
 New England Series
Overig:  Ethias Cross ·
 Rectavit Series
Geen UCI-cat.:  Giro d'Italia Ciclocross